# José Morbeck
 José Morbeck (Maracás, 25 de abril de 1878 — Nova Iguaçu, 12 de janeiro de 1956) foi um engenheiro agrônomo, político, fazendeiro e garimpeiro brasileiro.

## Biografia
José Morbeck nascido em 25 de abril de 1878 na cidade de Maracás, no Estado da Bahia. Era o primeiro filho de Galdino Feliciano do Espírito Santo e de Ana Clara Morbeck do Espírito Santo, um casal distinto e com posses naquele Estado.
Em 1911 obteve o seu bacharelado em Engenharia Agronômica, pela então Escola Agrícola da Bahia, então sediado no Mosteiro de São Bento das Lajes, em São Francisco do Conde. Ainda na década de 1910, migrou com sua família para o então desconhecido e inóspito sertão de Mato Grosso. Naquela região, o engenheiro agrônomo adquiriu uma vasta propriedade entre os Rios Garças, Araguaia e Diamantino, onde inaugurou a sua fazenda Patagônia, realizando um desejo da sua fase de estudante.
Em 1913, em Cuiabá, foi nomeado por ato do Governador do Estado Joaquim Augusto da Costa Marques, Diretor da Repartição de Terras, Minas e Colonização, cargo da época equivalente a de um engenheiro agrônomo.
Entre as décadas de 1910 e 1920, exerceu mandato de intendente (cargo equivalente atualmente ao de prefeito) em alguns municípios daquele Estado, entre os quais, Araguaiana, no Estado do Mato Grosso.
Envolvido diretamente em garimpos da região, José Morbeck foi um opositor à política de concessão das terras auríferas da região Garças-Araguaia, conforme proposto pelo então Governador do Estado à empresa de mineração inglesa "Cia Indústria e Comércio". Esse conflito de interesses veio posteriormente a culminar em uma luta armada naquela região. Em 1925, durante o Governo do coronel Pedro Celestino, ocorreu o memorável confronto denominado de "Morbeck versus Carvalhinho", ocasião em que o Morbeck lutou defendendo a causa dos garimpeiros da região e contra a abusiva cobrança de impostos numa região em que o Poder Público era ausente.
Em 10 de julho de 1932, após a deflagração no Estado de São Paulo da Revolução Constitucionalista, os mato-grossenses da região sul do Mato Grosso (no atual Estado do Mato Grosso do Sul), seguindo o exemplo dos paulistas, tomaram o controle daquela região em aliança com os paulistas pela mesma causa.
Em 11 de julho, as lideranças daquela região declararam oficialmente o seu apoio a Revolução Constitucionalista e a emancipação daquela região do Mato Grosso, dada a não adesão às forças políticas e militares da região norte e da capital do Estado. Porém, a emancipação da região sul era uma causa defendida desde o fim da Guerra do Paraguai.
O novo Estado autônomo foi denominado de Maracaju, cujo chefe do governo estadual passou a ser Vespasiano Martins, que até então havia sido Prefeito de Campo Grande. Essa mesma região declarada autônoma em julho de 1932 contempla o atual Estado do Mato Grosso do Sul, oficialmente constituído em 1º de janeiro de 1979.
José Morbeck aderiu a Revolução Constitucionalista e na região leste e nordeste de Maracaju organizou a sua própria milícia, em grande parte constituída por garimpeiros daquelas regiões. Chegou a tomar controle da região oeste de Minas Gerais, marchando com sua coluna de combatentes até a região de Uberaba.
Em visita à Campo Grande, em setembro de 1932, apresentou-se ao Comandante do Exército Constitucionalista no Mato Grosso, o coronel Nicolau Bueno Horta Barbosa, declarando formalmente a sua adesão à Revolução. Em meados de setembro, após debelar o último foco de resistência governista em Porto Murtinho, o Exército Constitucionalista do Mato Grosso passou a controlar completamente toda a região hoje contemplada pelo Estado do Mato Grosso do Sul.
A milícia de Morbeck atuou em diversos combates, principalmente nos arredores de Santana Paranaíba (atual Paranaíba-MS) onde repeliram sucessivas incursões forças governistas vindas de Goiás e Minas Gerais.
Alguns dos feitos das forças lideradas por José Morbeck naquele conflito são exemplificados nesse telegrama do Comando do Exército Constitucionalista em São Paulo:
| “ | Do Comte. Alfieri (São Paulo) ao Coronel Taborda (Itapetininga) – dia 29-7-932 – Horas 15,56 – Transmito textualmente comunicação Major Faria, Igarapava: parte coluna mineira destroçada Santana Paranaíba por forças Morbeck que também derrotou Carvalhinho. Caiados [goianos] presos cadeia conseguiram fugir. | ” |

O Comandante Geral da Força Pública do Estado de São Paulo na ocasião, o coronel Herculano de Carvalho e Silva, considerou os feitos da coluna sul-mato-grossense de “notável vitória”.
Mesmo após o fim da Revolução Constitucionalista em São Paulo, em 2 de outubro de 1932, em Maracaju as tropas governistas somente conseguiriam retomar o controle daquela região em 25 de outubro daquele ano, após a rendição do destacamento do coronel Francisco Jaguaribe de Mattos em Bela Vista, no sudoeste do Estado. Com o fim do conflito, o Estado de Maracaju foi dissolvido e os líderes da Revolução foram presos ou exilados no Paraguai e Argentina.
Contudo, o desejo dos sul-mato-grossenses de se emanciparem acabou por ficar acentuado ao longo das décadas. No dia 11 de outubro de 1977, foi publicada a Lei Complementar nº 31, sancionada pelo Presidente da República Ernesto Geisel, a qual criou oficialmente o Estado do Mato Grosso do Sul, como resultado no seu desmembramento do Estado do Mato Grosso. A emancipação do Mato Grosso do Sul enfim consumada no dia 1º de janeiro de 1979, tendo Harry Amorim Costa como o seu primeiro governador.
José Morbeck após a Revolução de 1932 se mudou com sua família do Estado, firmando residência no município de Valparaíso, no Estado de São Paulo.
Morreu pobre, em 12 de janeiro de 1956, na cidade de Nova Iguaçu, no Rio de Janeiro, em consequência de uma pneumonia. O seu corpo foi sepultado no cemitério daquela cidade e mais tarde transladado para Valparaiso, no mesmo mausoléu onde se encontra os restos mortais de sua esposa e de sua mãe. Morbeck era casado com a famosa professora e poetisa Arlinda Pessoa Morbeck, com quem teve dez filhos.
Em sua homenagem, há no centro do município de Alto Araguaia no Estado do Mato Grosso uma rua com seu nome.